# وزير الشؤون الأوروبية (فنلندا)
وزير الشؤون الأوروبية (بالفنلندية: Eurooppaministeri)، (بالسويدية: Europaminister) هو أحد المناصب الوزارية في الحكومة الفنلندية.
الوزير الحالي للشؤون الأوروبية في حكومة أوربو هو أندرس أدلركروتز من حزب الشعب السويدي.